# Чишма (присілок, Бірський район)
Чишма́ (рос. Чишма, башк. Шишмә) — присілок (у минулому селище) у складі Бірського району Башкортостану, Росія. Водить до складу Угузевської сільської ради.
Населення — 24 особи (2010; 48 у 2002).
Національний склад:
- башкири — 56 %